# درموس (حيوان)
الدُّرْمُوس هو جنس من السرطانات في فصيلة الدُّرْمُوسِيَّات. يحتوي على 6 أنواع موجودة. أعطانها بحار البلاد الحارة والمعتدلة الحرارة يكثر وجودها حيث يكثر الإسفنج لأنها تعيش بين شعابه.